# Hvolsvöllur
Hvolsvöllur ([ˈkvolsˌvœtlʏr̥]) ist eine kleine Stadt im Süden Islands in der Gemeinde Rangárþing eystra. Sie hatte am 1. Januar 2023 1108 Einwohner.

## Geografie
Der Ort befindet sich 106 km östlich von Reykjavík am Hringvegur, südlich des Flusses Eystri-Rangá.
Östlich liegt das Gebiet Fljótshlíð mit dem Ort Breiðabólstaður.

## Geschichte
Hvolsvöllur ist eine junge Ortschaft, denn die Siedlung entwickelte sich erst ab 1930 mit der Eröffnung eines Kooperative-Ladens, Kaupfélag Hallgeirseyjar.
In der Umgebung des Ortes, am historischen Hof Stórólfshvoll, spielt die berühmte isländische Saga vom weisen Njáll. Von Hvolsvöllur aus werden Exkursionen durchgeführt zu den Plätzen, die in der Njállssage erwähnt werden, z. B. zum Felsen Gunnarsteinn am Fluss Eystri-Rangá, an dem ein berühmter Kampf stattgefunden haben soll, und zu einem nahegelegenen Grabhügel.

## Kultur und Sehenswürdigkeiten
- Die Stórólfshvolskirkja ist eine Holzkirche mit 120 Plätzen, die 1930 erbaut und 1955 innen farbenfroh ausgemalt wurde.[3] Das Altargemälde wurde 1914 von dem isländischen Künstler Þórarin B. Þorláksson geschaffen und zeigt die Segnung der Kinder durch Jesus.

## Wirtschaft
Hvolsvöllur ist die einzige geschlossene Ortschaft Islands, die nicht am Meer und nicht an einem größeren Fluss liegt. Demzufolge beruht die Wirtschaft nicht auf Fischfang oder -verarbeitung wie in anderen vergleichbaren Ortschaften auf Island, sondern auf dem Anbau und der Verarbeitung landwirtschaftlicher Produkte.
Die Gegend um Hvolsvöllur ist für isländische Verhältnisse relativ fruchtbar und bildet das größte landwirtschaftlich genutzte Gebiet Islands. Das Klima ist etwas milder als in den anderen Teilen Islands, so dass hier sogar Gerste gedeiht und als Viehfutter angebaut wird. Von zunehmender Bedeutung ist auch der Tourismus.

## Infrastruktur
Hvolsvöllur verfügt über eine Grund- und seit 1943 auch über eine Oberschule. Im Ort befinden sich ein Kindergarten, eine Schwimmhalle, Geschäfte, eine Apotheke, ein Restaurant, Tankstelle, zwei Hotels, ein Camping- und ein Golfplatz. Verschiedene Unternehmen im bieten Ein- und Mehrtagesausflüge, Reit- und Angelausflüge sowie geführte Touren in die Umgebung an.

## Verkehr
Hvolsvöllur liegt an der gut ausgebauten Ringstraße Hringvegur, die um Island herumführt und die wichtigste Verkehrsader Islands darstellt. Die Entfernung nach Reykjavík  beträgt rund 100 km. Dorthin und nach Höfn besteht täglich Fernbusverbindungen der Straeto-Linien 51 und 52. In der Nähe von Hvolsvöllur liegt der Flugplatz, von dem regelmäßig Flüge zu den Westmännerinseln gehen. Man kann von Hvolsvöllur nach Þórsmörk, einer Gegend unterhalb des Mýrdalsjökull, fahren.

## Umgebung

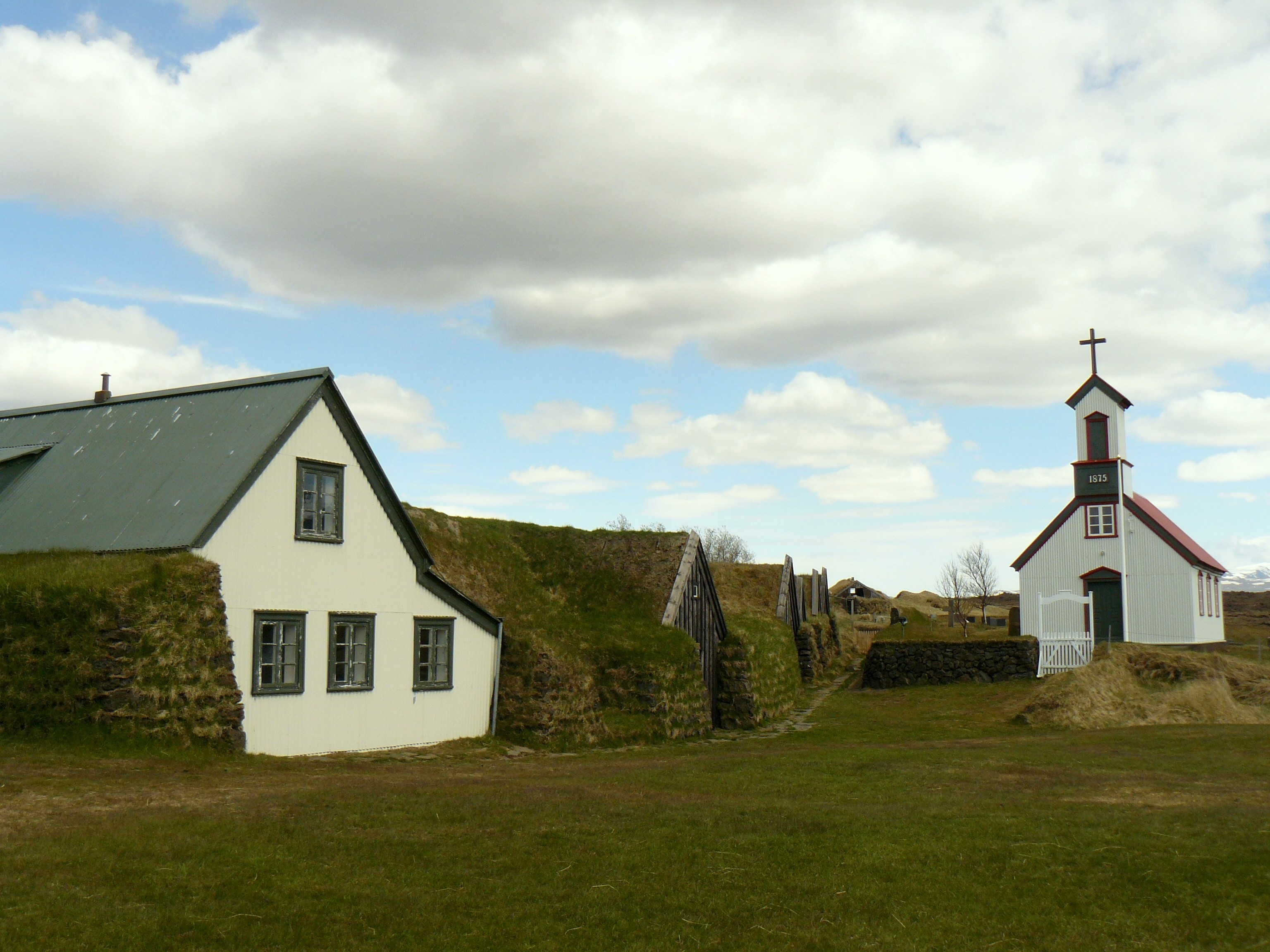
Kirche und Torfhäuser in Keldur

Nordöstlich von Hvolsvöllur liegt das Gehöft Keldur, das aus mehreren 1998–99 restaurierten Torfgebäuden besteht und wegen seiner Torfkirche (Keldnakirkja) von 1875 bekannt ist. In der Kirche ist das Retabel über dem Altar von 1792, welches das Letzte Abendmahl darstellt, bemerkenswert, während auf einem weiteren beachtenswerten Gemälde von 1866 im Giebel Jesus, Maria und Martha abgebildet sind. Unweit der Kirche steht eine kleine mit Torfsoden gedeckte Wassermühle, die zu Beginn des 19. Jahrhunderts gebaut und 1997 renoviert wurde – ein Beweis dafür, dass man hier im 19. Jahrhundert auch Getreide anbaute. Die Gebäude stehen unter der Obhut des Isländischen Nationalmuseums.
Das Gehöft Oddi, dessen heutige Kirche 1924 erbaut wurde, liegt nordwestlich von Hvolsvöllur und bestand bereits im Mittelalter, und es war im 11. und 12. Jahrhundert mit seinem Priesterseminar eines der kulturellen Zentren Islands, denn hier lebten und arbeiteten mehrere Gelehrte wie z. B. Snorri Sturluson.